# Alexander Arnold
Alexander Arnold (ur. 21 grudnia 1992 w Ashford) – brytyjski aktor telewizyjny. Najlepiej znany z roli Richa Hardbecka z serialu młodzieżowego Kumple.

## Filmografia
| Rok  | Tytuł  | Rola          | Notka                                 |
| ---- | ------ | ------------- | ------------------------------------- |
| 2011 | Kumple | Rich Hardbeck | Należy do głównej obsady 5 i 6 sezonu |